# Karl von Köppel (Admiral)

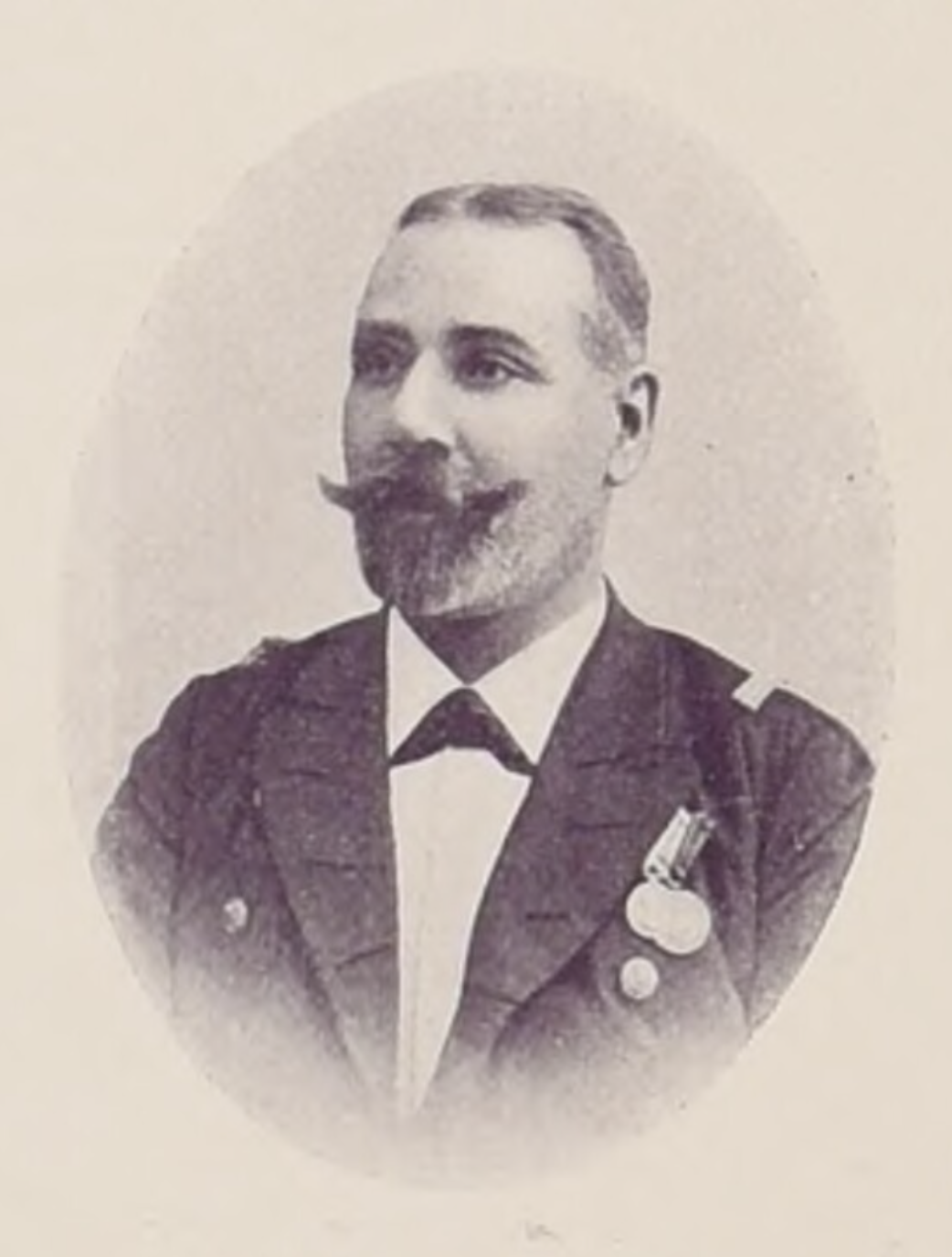
Karl von Köppel (1908)

Karl Köppel, seit 1897 von Köppel, (* 11. März 1845 in Capodistria; † 1. November 1910 in Graz) war ein österreichisch-ungarischer Vizeadmiral.

## Leben
Köppel trat 1862 in die k. k. Kriegsmarine ein, nahm 1864 am Krieg gegen Dänemark in der Nordsee und 1866 während des Dritten Italienischen Unabhängigkeitskriegs an der Seeschlacht von Lissa teil. Er avancierte 1878 zum Linienschiffsleutnant und wurde 1897 nobilitiert.
Im Verlauf seiner Militärkarriere stieg Köppel 1901 zum Konteradmiral auf und war bis zu seiner Pensionierung 1904 Vorstand des Marinekontrollamtes bei der Marinesektion des Reichskriegsministeriums in Wien.
Nach seiner Verabschiedung erhielt er am 16. April 1908 den Rang eines Titular-Vizeadmirals.